# Unione Matematica Italiana

Logo der Unione Matematica Italiana

Die Unione Matematica Italiana (U.M.I.), die Vereinigung der Mathematiker Italiens, wurde 1922 auf Initiative des italienischen Mathematikers Salvatore Pincherle (Universität Bologna) gegründet. Zirka 180 Mathematiker reagierten auf diese Gründungsinitiative; führende italienische Mathematiker wie Luigi Bianchi und Vito Volterra unterstützten das Projekt und beteiligten sich durch Artikel an der Veröffentlichung eines 1922 erschienenen Bandes, aus dem später das Bollettino dell’Unione Matematica Italiana hervorgegangen ist. Salvatore Pincherle wurde zum ersten Präsidenten gewählt.
Die Mitgliederzahl stieg bis 1940 auf 400 an und beträgt gegenwärtig (2010) ca. 2500.
Der Sitz der gemeinnützige Stiftung (königlicher Erlass vom 15. Oktober 1923) ist Bologna. Zweck ist die Förderung und Verbreitung der mathematischen Wissenschaften und ihrer Ergebnisse.
1928 organisierte die U.M.I. den internationalen Mathematikerkongress in Bologna, der insgesamt 840 Teilnehmer zählte. Pincherle hatte damals auch große Widerstände der Franzosen zu überwinden, die deutsche Mathematiker nicht eingeladen wissen wollten. Alle vier Jahre organisierte die U.M.I. einen großen Mathematikerkongress. Sitz der U.M.I. ist die mathematische Fakultät der Universität Bologna.
Die folgenden Periodika werden von der Gesellschaft herausgegeben:
- Notiziario dell’Unione Matematica Italiana (ISSN 0393-0998), seit 1974
- Bollettino dell’Unione Matematica Italiana (ISSN 1972-6724), seit 1922
- La Matematica nella Società e nella Cultura - Rivista dell’Unione Matematica Italiana (ISSN 1972-7356), seit 1998

Sie gibt eine Monographien-Reihe Quaderni heraus und die Gesammelten Werke bedeutender italienischer Mathematiker.
Der Verein vergibt folgende Preise:
- Premio Renato Caccioppoli: Dieser mit 5200 Euro dotierte Preis (Stand 2000) ist nach dem Professor für Analysis der Universität Neapel benannt und wird seit 1960 alle vier Jahre für Arbeiten in Analysis an einen italienischen Mathematiker im Alter von höchstens 38 Jahren vergeben.
- Premio Giuseppe Bartolozzi: Dieser Preis wurde 1969 von Professor Federico Bartolozzi in Erinnerung an seinen Sohn gestiftet. Er wird alle zwei Jahre für außergewöhnliche Forschungsarbeiten eines jungen italienischen Mathematikers (unter 33 Jahren) verliehen und ist mit 1500 Euro dotiert (Stand 2000).
- Premio Franco Tricerri: Dieser Preis ist nach dem 1994 bei einem Flugzeugabsturz in China ums Leben gekommenen Professor für Geometrie an der Universität Florenz Tricerri benannt und wird seit 1995 alle zwei Jahre für Arbeiten in Differentialgeometrie an einen Mathematiker oder Physiker, der nicht länger als drei Jahre sein Studium abgeschlossen hat, verliehen; er ist mit 1000 Euro dotiert (Stand 2000).
- Premio Calogero Vinti: Dieser mit 4100 Euro dotierte Preis (Stand 2000) und nach dem ehemaligen Professor für Analysis an der Universität Perugia benannte Preis wird seit 1998 alle vier Jahre für Arbeiten in Analysis an einen italienischen Mathematiker verliehen, der jünger als 40 Jahre ist.
- Premio Gaetano Fichera: Er wird seit 2006 alle vier Jahre für eine herausragende Veröffentlichung in der Analysis vergeben und ist nach Gaetano Fichera benannt.
- Stampacchia-Medaille für Variationsrechnung, benannt nach Guido Stampacchia

Präsidenten nach Salvatore Pincherle waren: Luigi Berzolari, Enrico Bompiani, Giovanni Sansone, Alessandro Terracini, Giovanni Ricci, Guido Stampacchia, Enrico Magenes, Carlo Pucci, Vinicio Villani, Alessandro Figà Talamanca, Alberto Conte, Carlo Sbordone, Franco Brezzi. Seit 2012 ist Ciro Ciliberto Präsident.